# Еклер (тістечко)

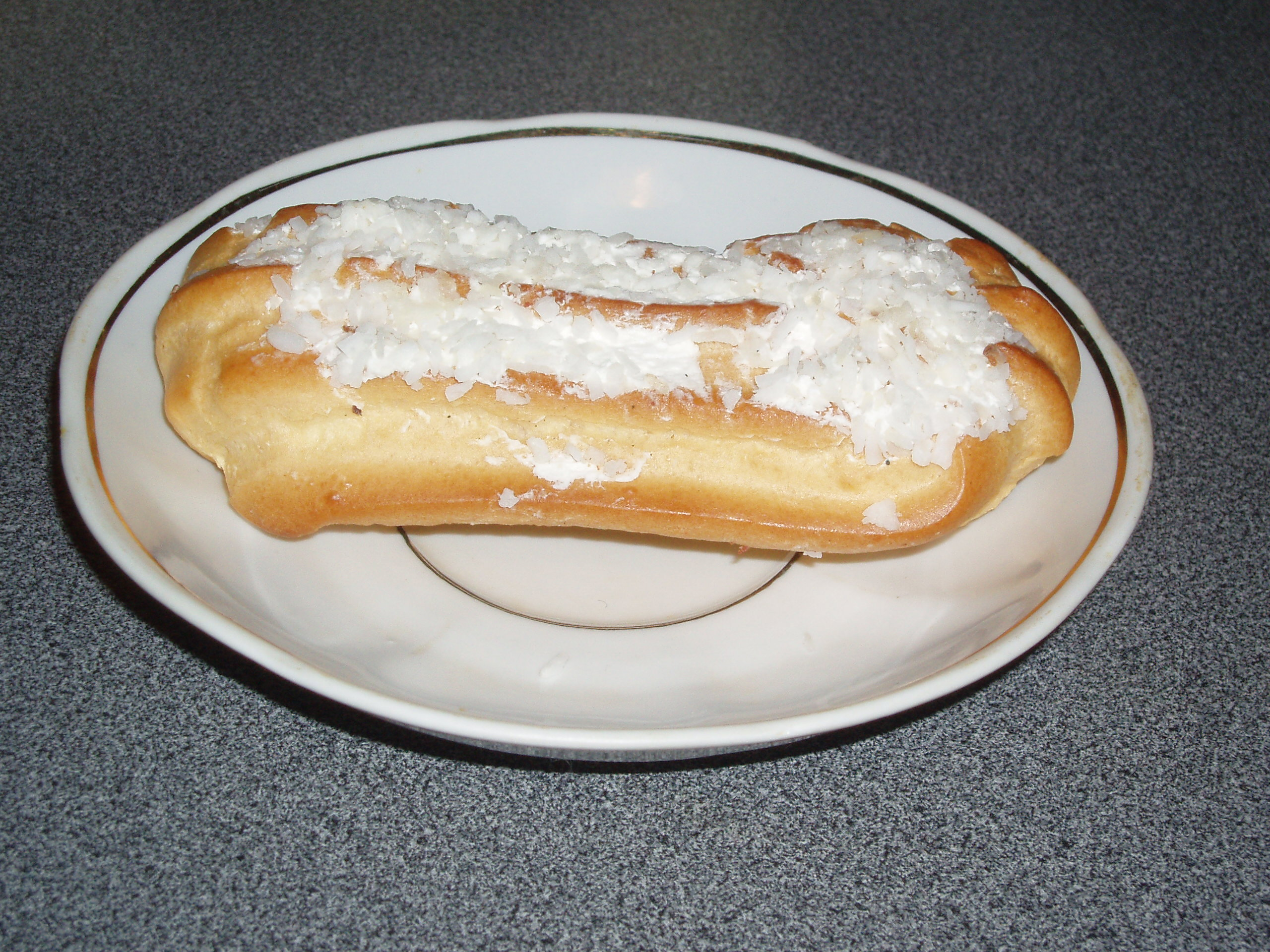
Еклер або заварне тістечко по-українськи

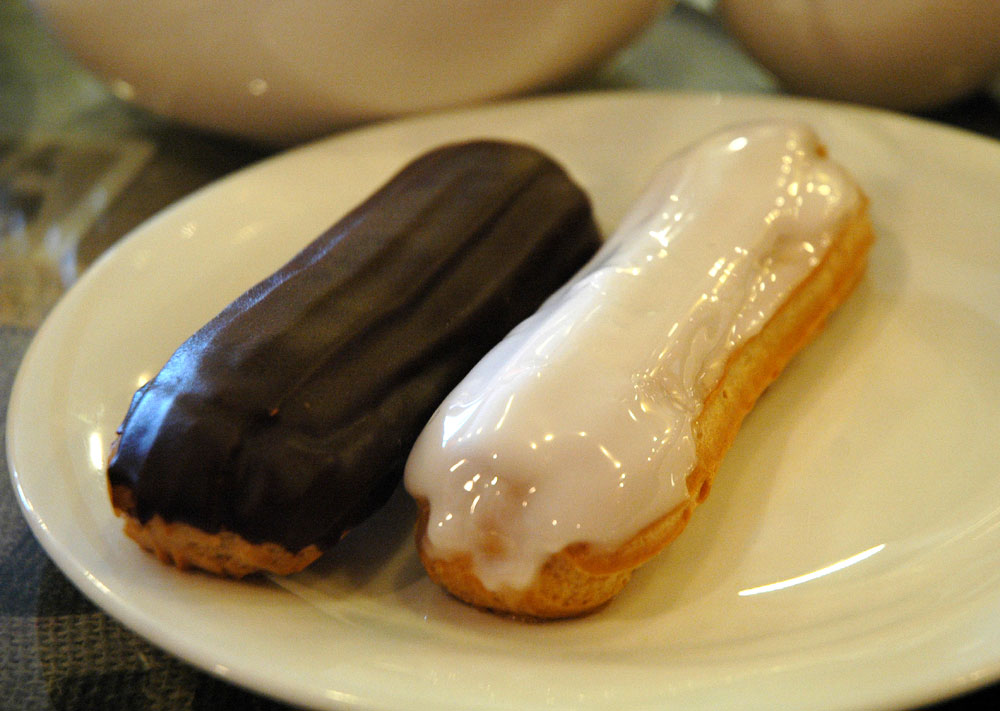
Еклери, у шоколадній і цукровій глазурі

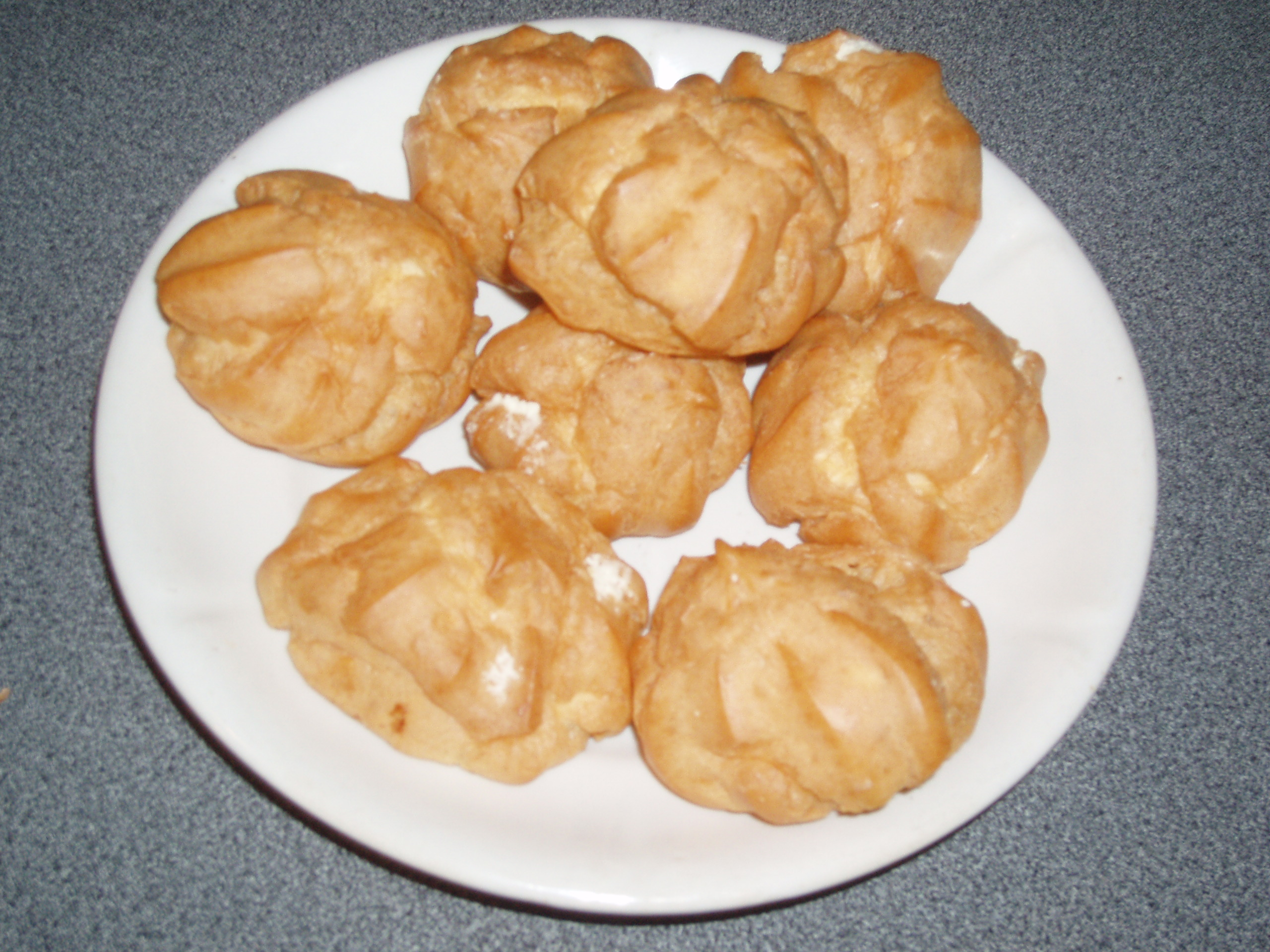
Еклери по-українськи

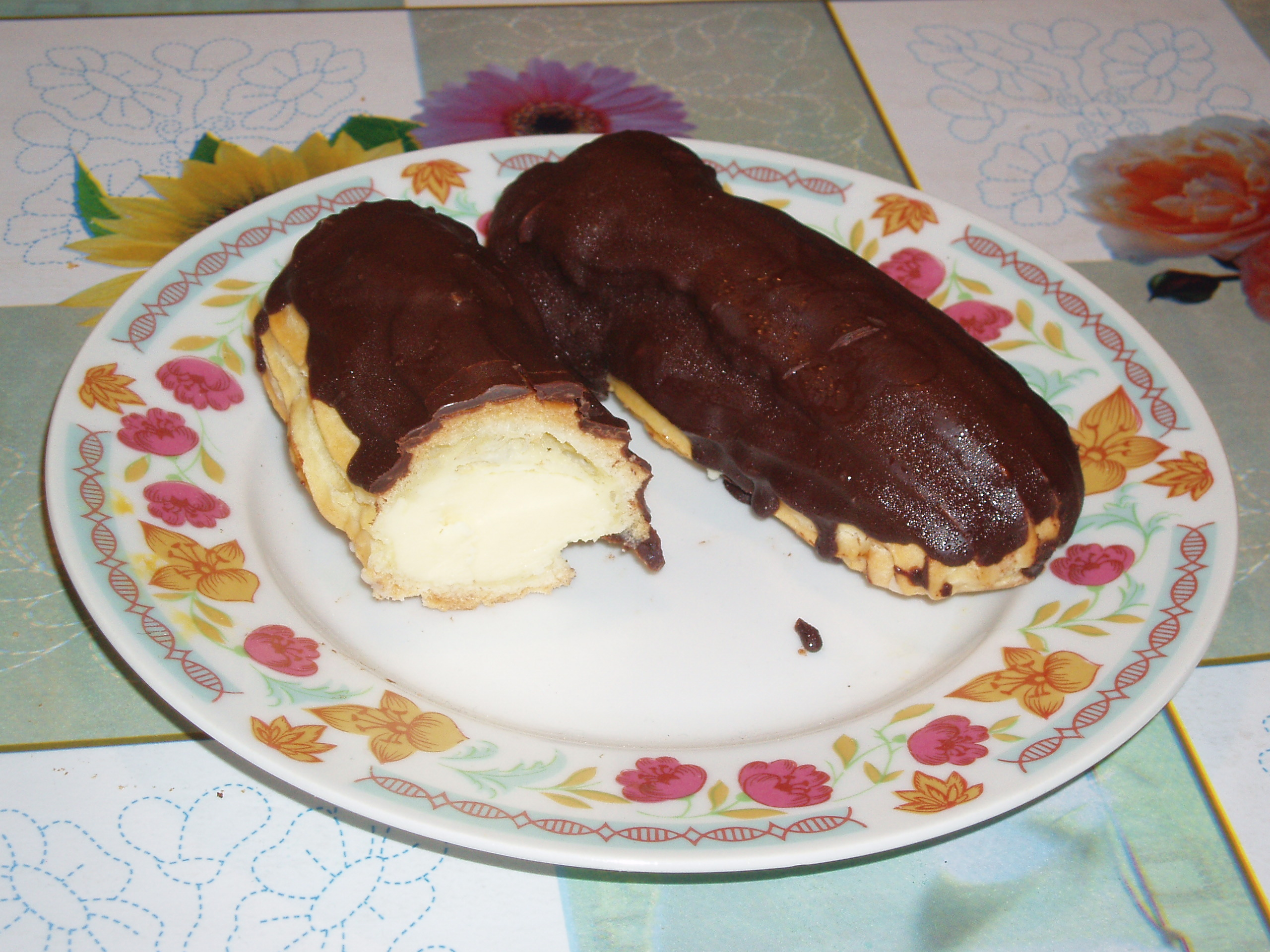
Два еклери, один у розрізі

Екле́р (від фр. éclair «блискавка») — французький десерт, заварне тістечко з кремом усередині.

## Опис і види
Еклер — це заварне тістечко з кремовою начинкою. Різновид солодких профітролей. Класичним (французьким та англійським) еклером вважають тістечко видовженої форми і обов'язково з заварним кремом усередині, тобто заварне тістечко. Як еклери, так і заварні тістечка можуть бути вкриті або шоколадом, або цукровою глазур'ю, присипані горіхами, шоколадною стружкою (останнім часом також копрою).
Будучи міжнародно поширеним, втім, еклер у деяких країнах змінив своє первинне значення.
Так, те, що б у Західній Європі назвали еклером, в Україні часто називають просто заварним тістечком (яке до речі, в Україні може бути не тільки з заварним кремом), а під еклером розуміють круглі у формі тістечка з заварним кремом.
У Німеччині є свої власні назви для класичних еклерів — «любовна кісточка» (нім. Liebesknochen), «кавова паличка» (нім. Kaffeestange) або навіть «заяча лапка» (нім. Hasenpfote). У США еклерами іноді називають «довгих джонів» (англ. long john) — видовжені пончики.

## Історія виробу
Створення еклера приписують французькому кулінару Марі-Антуану Карему.
Протягом XIX ст. еклер отримав поширення у Європі та Північній Америці.
Однією з перших згадок про еклер у англомовній літературі є рецепт тістечка, вміщений у кухарській книзі «Boston Cooking School Cook Book» 1884 року.
У Російській імперії, зокрема і в Україні еклери стали популярними завдяки моді на все французьке і загалом західно-європейське наприкінці XIX — на поч. ХХ ст.

## Рецепт приготування
До складу тіста для еклерів входять:
- Вода — 1 склянка;
- вершкове масло — 50–100 г;
- дрібок солі (за смаком);
- 150–200 г. борошна;
- від 4 до 6 шт. яєць.

### Послідовність дій
1. Масло з водою (і сіллю) поставити на вогонь, після закипання зняти й поступово додавати борошно, перемішуючи швидко утворену масу ложкою (бажано дерев'яною) для уникнення утворення грудочок.
2. Після того як маса охолоне, збити в ній одне за одним яйця, продовжуючи розмішувати тісто до утворення однорідної маси.
3. Після цього столовою ложкою, змоченою у воді, почергово беруть потрохи тіста і викладають його (або вичавлюють з кондитерського пакету) паличками завтовшки з мізинець і завдовжки у 5–6 см на форму для випікання, завчасно змащену маслом.
4. Викладені на противні еклери випікають у розігрітій духовці, поки вони не здіймуться (за класикою мінімум удвічі) і не набудуть рум'яності, спеціально не відкриваючи до часу ляди, щоб тісто не осіло.
5. Охололі еклери заповнюють завчасно приготованим (або придбаним) кремом і прикрашають — поливають глазур'ю, посипають цукровою пудрою, шоколадом, горіхами, ваніліном тощо.